# Martna
Martna (německy Sankt Martens) je vesnice v estonském kraji Läänemaa, samosprávně patřící do obce Lääne-Nigula.